# 레이디 A
레이디 A(영어: Lady A)는 미국 테네시주 출신의 컨트리 밴드이다. 구성원은 리더이자 보컬인 찰스 켈리, 공동 리더이자 보컬인 힐러리 스캇, 보컬이며 기타리스트이자 피아노리스트인 데이브 헤이우드이다. 2011년 그래미상 시상식에서 5개의 상을 수상하였다.
2020년 6월, 밴드명을 레이디 앤터벨룸(Lady Antebellum)에서 현재의 이름으로 변경했다. 조지 플로이드 사망 항의 시위의 영향을 받아 흑인 노예제와 앤터벨럼 사우스(Antebellum South) 시기를 연상시키는 '앤터벨룸' 문구를 지우기 위해서다.

## 활동

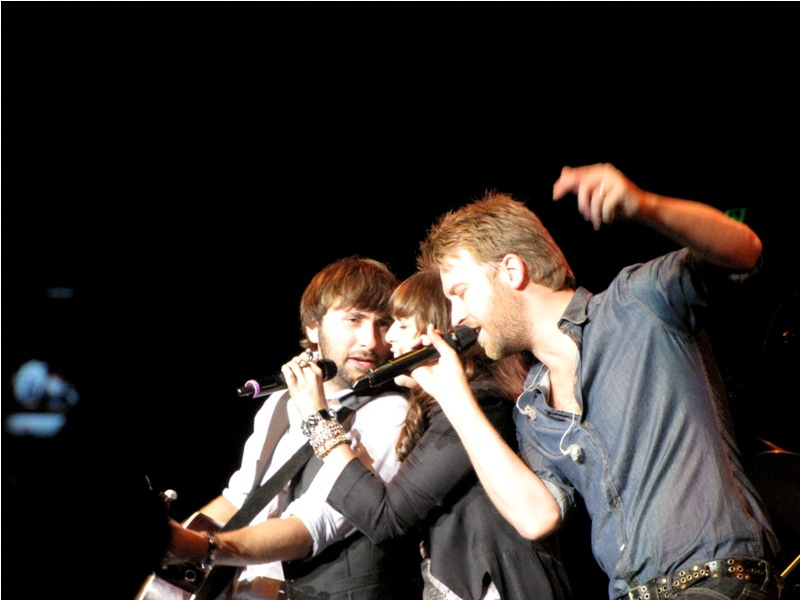
레이디 앤터벨룸 2011년 4월

레이디 앤터벨룸은 2006년, 미국 테네시주 내슈빌에서 찰스 켈리, 데이비드 헤이우드, 힐러리 스캇으로 결성되었다. 힐러리 스콧은 컨트리 음악 가수인 린다 데이비스의 딸이며, 찰스 켈리는 역시 음악가 조쉬 켈리의 동생이다. 힐러리 스캇은 테네시 도넬슨에 있는 도넬슨 기독교 아카데미를 다녔다. 한편 켈리는 2005년 중반에 노스캐롤라이나주의 윈스턴 세일럼에서 건축일을 하다가 내슈빌로 거처를 옮겼다. 그리고 성공적인 음악가가 되기 위해 그의 중학교 친구였던 데이브 헤이우드에게 같이 음악활동을 하자고 설득했다. 그리하여 2006년에 데이브 헤이우드도 내슈빌로 오게 된다. 그 직후, 켈리는 마이스페이스에서 스콧을 알게 되어 그들은 같이 내슈빌 음악클럽에서 이야기를 하게 된다. 켈리는 스캇에게 데이브 헤이우드와 자신의 그룹에 같이 활동하자고 제안한다.
레이디 앤터벨룸이란 이름은 그들이 마이스페이스의 페이지에 사진을 올리기 위해 Antebellum이란 맨션 앞에서 홍보촬영을 하고 난 후에 밴드 이름을 지은 것에서 유래한다. 이들은 2007년, Capitol Records과 녹음계약하기 전에 내슈빌 지역 공연장에서 활동을 시작했다.

### 2007-09:Lady Antebellum

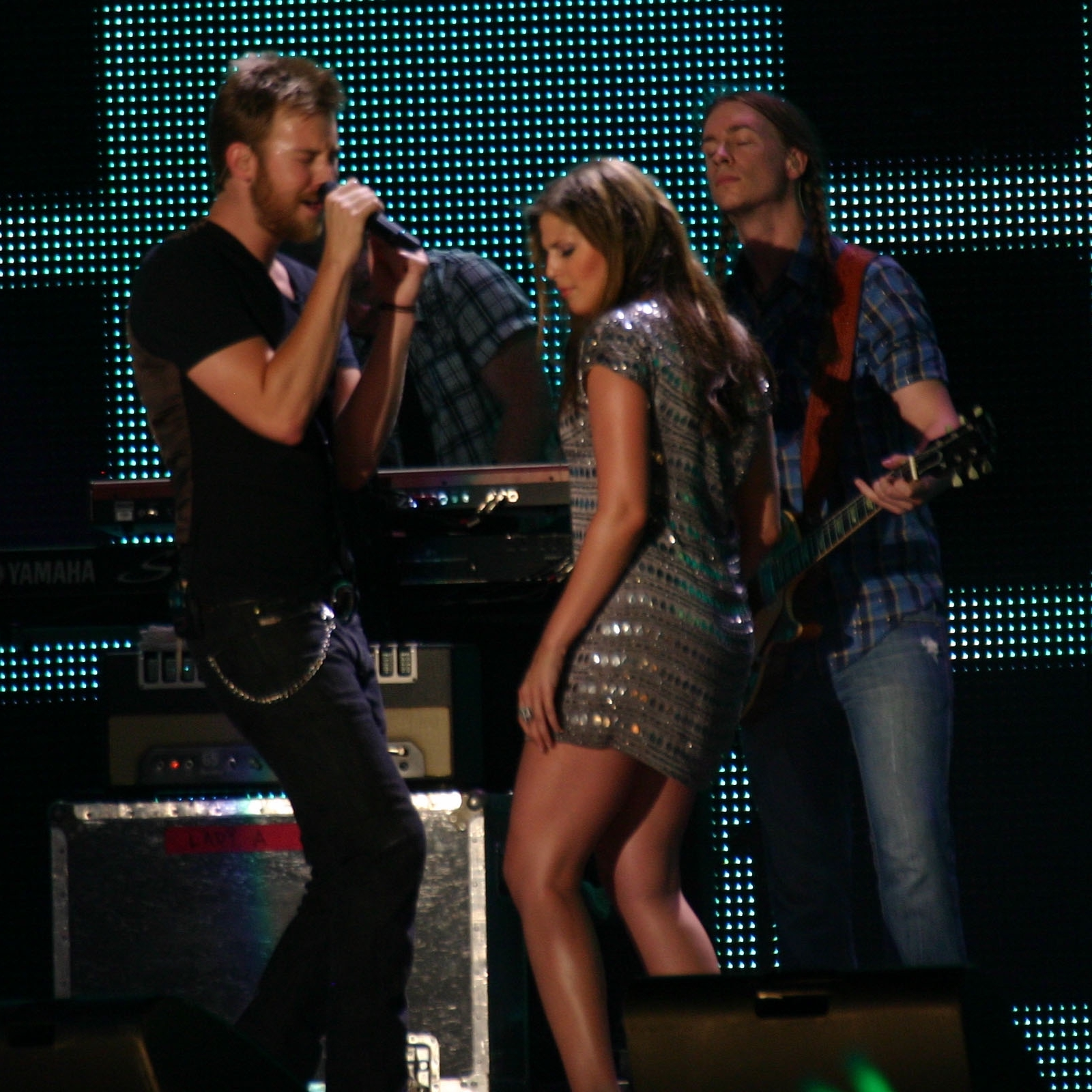
2008년 레이디 앤터벨룸의 콘서트 (찰스 켈리, 힐러리 스콧)

그들은 레이블에 서명 직후, 음악가 짐 브릭만은 자신의 앨범 Never Alone에 레이디 앤터벨룸과 같이 작업했다. 또한 2007년 중반에는 더 힐즈에 대한 노래도 썼다.
2007년 9월에 "Love Don't Live Here"가 발매되었다. 이 곡은 그들의 데뷔 앨범으로 리드 싱글곡이였다. 2008년 4월 15일에 발매된 앨범 "Lady Antebellum"은 빅토리아 쇼와 더불어 폴 월리가 제작하였다. "Love Don't Live Here"는 빌보드 핫 컨트리 차트 3위에 도달했다. 이 앨범은 처음으로 새로운 듀오 또는 그룹으론 발매 첫 주에 빌보드 톱 컨트리 앨범 판매차트에 1위, 빌보드 톱 200 앨범 차트에선 4위를 차지했다.
두 번째 싱글인 "Lookin' for a Good Time"은 2008년 6월에 발매가 되었고 12월에 빌보드 핫 컨트리 차트에서 11위를 기록하였다. 또한 레이디 앤터벨룸은 AT&T Team USA Soundtrack에도 "I Was Here"란 곡으로 활동을 기여했다. 세 번째 싱글인 "I Run to You"은 2009년 1월에 발매가 되었는데 이 곡은 결국 그룹의 첫 번째 히트곡이 되었다. 빌보드 컨트리, 핫 컨트리 뮤직차트에서 1위, 핫 100 차트에선 27위를 기록했다. 2009년 10월 7일, 그들의 데뷔 앨범은 미국에서 100만 복사본 판매량을 미국 음반 산업 협회의 플래티넘을 인증했다.
헤이우드와 켈리는 같은 레이블 소속인 루크 브라이언의 2009년 앨범인 "Do I"을 공동작업했다. 또한 켈리는 백 보컬로도 참여했다. 이 곡은 2009년 10월 6일에 발매된 브라이언의 두 번째 스튜디오 앨범 "Doin' My Thing"의 첫 번째 싱글이다.

### 2009-11:Need You Now
레이디 앤터벨룸은 2009년 8월에 그들의 네 번째 리드 오프 싱글인 "Need You Now"를 발표한다. 이 곡은 빌보드 핫 컨트리 차트에서 50위로 데뷔하였고 2009년 11월 네 번째 주 동안 그들의 두 번째 히트곡이 되었다.
이 노래는 빌보드 핫 100차트에서 2위를 달성하고 어덜트 컨템포러리 차트에서 정상을 차지했다. 앨범의 두 번째 곡인 "American Honey"는 2010년 1월 11일, 세 번째 곡 "Our Kind of Love"은 2010년 5월 10일에 발매가 되었다. 네 번째 곡인 "Hello World"는 2010년 10월 4일에 공식 발매가 되었다.
Need You Now 앨범은 2010년 1월 26일에 발매가 되었고, 480,922장을 팔며 2010년 2월 첫째 주동안 빌보드 핫100 차트 1위, 톱 컨트리 앨범에서 1위를 하였다. 발매 4주 후엔 미국 음반 산업 협회의 플래티넘 인증이 되었다. 2010년 4월 28일 아메리칸 아이돌 결과쇼에서 "Need You Now"를 공연하기도 했다. 2010년 9월 20일, 이들은 그들의 첫 번째 투어인 "Need You Now 2010"를 플로리다주 올랜도에서 시작했다. 2010년 10월 28일엔 2010년 월드 시리즈 2차전 전에 애국가를 열창하기도 하였다. 그리고 2010년 11월 10일, 제 44회 Annual Country Music Awards에 출연했다.

### 2011–12:Own the Night 그리고 On This Winter's Nigh
2011년 5월 2일에 곧 이어 나오는 앨범의 첫 번째 곡인 "Just a Kiss"를 발표한다. 그리고 아메리칸 아이돌 결과쇼에서 공연을 했다. 이 곡은 가장 높은 데뷔로 빌보드 핫100에서 7위를 기록했다. 빌보드 핫 컨트리 차트에서도 정상을 차지해 그들이 5번째 히트곡이 되었다.
세 번째 앨범의 이름인 "Own the Night"을 2011년 6월 7일에 발표하고 앨범커버와 트랙리스트는 7월 18일에, 그리고 2011년 9월 13일에 발매가 되었다.
2012년 10월 1일엔 Saturday Night Live에 뮤직 게스트로도 출연하였다. 2012년 10월 22일엔 첫 번째 크리스마스 앨범인 "On This Winter's Night "를 발매했다.

### 2013–16:Golden, 747, 휴식기
2013년 1월 22일에 새로운 앨범이자 첫 번째 곡인 "Downtown"이 country radio에서 발표가 되었다. 이 곡은 2013년 2월 5일부터 아이튠즈에서 이용할 수 있었다. 그리고 2013년 4월 Country Airplay 차트에서 넘버원을 차지했다. 그리고 새로운 앨범인 "Golden"이 2013년 5월 7일에 발매가 되었다. 앨범의 두 번째 곡인 "Goodbye Town"은 2013년 5월 13일에 country radio에서 발표되고 Country Airplay 차트에서 11위를 달성했다. 세 번째 곡 "Compass"은 2013년 10월 1일에 아이튠즈 스토어에 출시하고 2014년 3월 Country Airplay차트에서 1위를 차지했다. 이 곡은 2013년 11월 12일에 발매된 "Golden"의 디럭스 에디션의 새로운 곡들 중에 하나다.
또한 레이디 앤터벨룸은 다리우스 러커의 2013년 초 싱글 "Wagon Wheel"에서 백 보컬로 참여하기도 했다.
"Bartender"는 차기 6번째 앨범의 리드 싱글곡으로 2014년 5월 12일에 출시되었다. 5월 9일에는 디지털 유통업체에서도 이용할 수 있게 하였다. 그리고 2014년 9월 30일에 다섯 번째 앨범인 "747"이 발매가 되었다.
2015년 10월 굿모닝 아메리카(Good Morning America)에 출연하는 동안 그룹은 휠 업 투어(Wheel Up Tour)를 마치면 잠시 쉰다고 발표했다. 그들의 휴식 시간에 찰스 켈리는 솔로 활동을 할 생각이며, 켈리는 그룹 레이디 앤터밸룸이 우선적이지만 혼자서 일하기를 원한다고 밝혔다. 그는 2015년 9월 28일 솔로 데뷔곡 "The Driver"을 발표하였고, 힐러리 스콧은 7월 9일 고스펠 앨범인 Love Remains을 발표했다.

### 2017–현재:Heart Break
2017년 1월 19일, "You Look Good"이 발표되었고, 6월 9일에 발매된 7번째 앨범, "Heart Break"의 리드 싱글곡이다.

## 구성원
| 이름            | 소개 | 사진 |
| --------------- | --- | ---- |

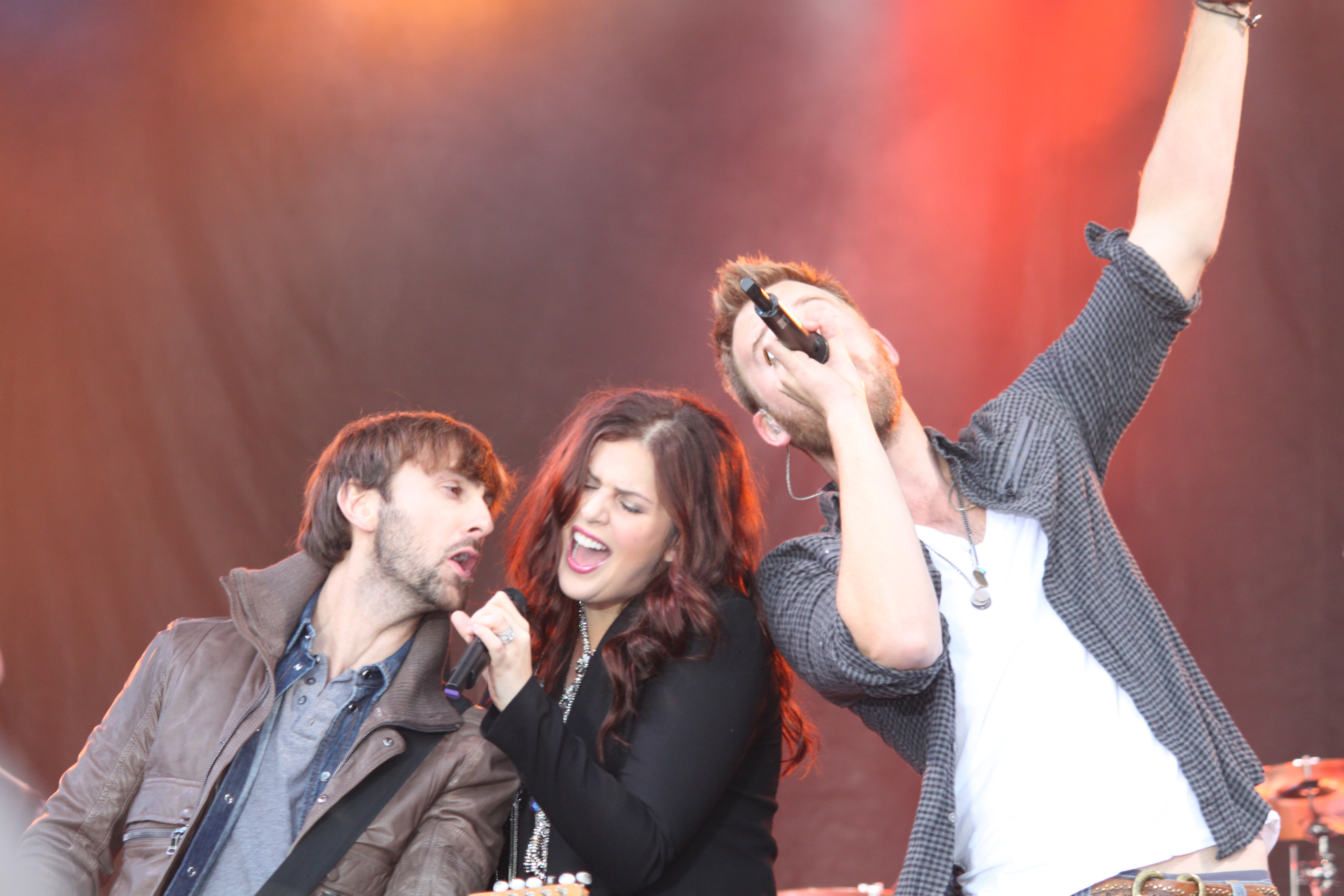
레이디 앤터벨룸 Charlotte 2012 (왼쪽부터 데이브 헤이우드, 힐러리 스콧, 찰스 켈리

| 힐러리 스콧     | - 본명 : 힐러리 스콧 (Hillary Scott) - 생년월일 : 1986년 4월 1일(39세) - 출생지 : 미국 테네시주 내슈빌 - 포지션 : 리더, 보컬              |      |
| 찰스 켈리       | - 본명 : 찰스 켈리 (Charles Kelley) - 생년월일 : 1981년 9월 11일(43세) - 출생지 : 미국 조지아주 오거스타 - 포지션 : 리더, 보컬, 기타      |      |
| 데이브 헤이우드 | - 본명 : 데이브 헤이우드 (Dave Haywood) - 생년월일 : 1982년 7월 5일(42세) - 출생지 : 미국 조지아주 오거스타 - 포지션 : 보컬, 기타, 피아노 |      |

## 자선
2012년 1월 이래로, 레이디 앤터벨룸은 그룹의 인식 제고와 아이티 고아와 장애인들을 위한 시설을 제공 하는 myLifespeaks 자선단체와 협력하고 있다.

## 수상 및 후보

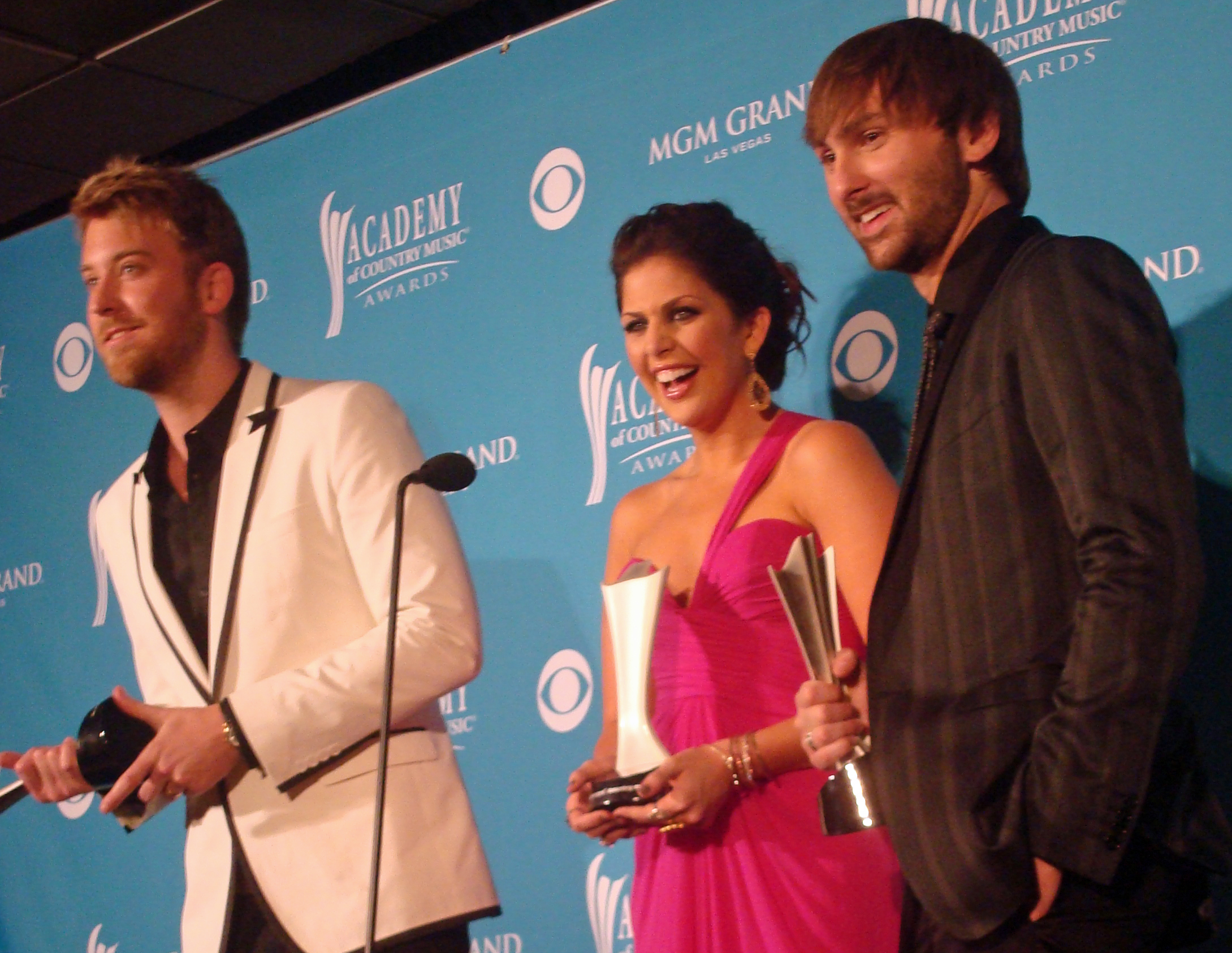
레이디 앤터벨룸 (2010년 4월 Annual Grammy Awards)

레이디 앤터벨룸은 2008년 컨트리 음악 협회상에서 신인상을 받았으며, 2010 그래미상 Best Country Duo/Group Performance을 포함하여 7개 이상의 수상을 받았다.
2010년 컨트리 음악 협회상 역사상 2년 연속 올해 명예의 싱글상을 받은 최초의 아티스트가 되었다.
또한 레이디 앤터벨룸은 제55회 Annual Grammy Awards에서 에미넴과 리한나가 부른 "Love The Way You Lie"를 꺽고 올해의 노래상을 받았다. 2012 Academy Of Country Music Awards에선 올해의 보컬 그룹을 수상했다.

### 그래미 상
| 연도 | 수상                   | 상                                                     | 결과 |
| ---- | ---------------------- | ------------------------------------------------------ | ---- |
| 2009 | Lady Antebellum        | Best New Artist                                        | 후보 |
| 2009 | "Love Don't Live Here" | Best Country Performance by a Duo or Group with Vocals | 후보 |
| 2010 | "I Run to You"         | Best Country Performance by a Duo or Group with Vocals | 수상 |
| 2010 | "I Run to You"         | Best Country Song                                      | 후보 |
| 2011 | Need You Now           | Album of the Year                                      | 후보 |
| 2011 | Need You Now           | Best Country Album                                     | 수상 |
| 2011 | "Need You Now"         | Record of the Year                                     | 수상 |
| 2011 | "Need You Now"         | Song of the Year                                       | 수상 |
| 2011 | "Need You Now"         | Best Country Performance by a Duo or Group with Vocals | 수상 |
| 2011 | "Need You Now"         | Best Country Song                                      | 수상 |
| 2012 | Own the Night          | Best Country Album                                     | 수상 |

- 기울어진 글씨: 앨범, ""표시: 노래

## 음반 목록
정규 앨범
- Lady Antebellum (2008)
- Need You Now (2010)
- Own The Night (2011)
- On This Winter's Night (2012)
- Golden (2013)
- 747 (2014)
- Heart Break (2017)
- Ocean (2019)

EP 앨범
- A Merry Little Christmas (2010)
- On This Winter's Night (2012)

컨트리 차트 1위 싱글
- "I Run to You" (2009)
- "Need You Now" (2009–2010)
- "American Honey" (2010)
- "Our Kind of Love" (2010)
- "Just A Kiss" (2011)
- "We Owned The Night" (2011)